# Política exterior de Estados Unidos
La política exterior de los Estados Unidos es el resultado de un proceso de elaboración compleja, de grandes debates contradictorios solucionados por arbitrajes. Por otra parte, el sistema constitucional estadounidense prevé una distribución precisa de poderes (in - ouds), lo que les da a los diferentes actores (presidencia, Congreso, sociedad civil, etcétera) un poder capaz de influir de un modo muy diferenciado sobre la elaboración de la política exterior de los Estados Unidos. Esta constatación difiere de la opinión corrientemente admitida acerca de la idea de un poder reunido en las manos de algunos pocos, acabando en una política monolítica y sin debates. Con respecto a las misiones diplomáticas, se establece que Estados Unidos ocupa el segundo lugar a nivel global, precedido únicamente por China, en términos de cantidad de representaciones en el extranjero, y se posiciona como el país con la mayor cantidad de representaciones diplomáticas de la región occidental en el exterior.
Ciertos fundamentos de la política exterior de los Estados Unidos están presentes desde su creación. Es indispensable conocerlos para aprender el conjunto del proceso de decisión. Por otra parte, la toma de decisiones es compartida entre el poder ejecutivo (la presidencia y la administración) y el poder legislativo (el Congreso). Los dos sufren la influencia de la sociedad civil (grupos de presión, electorados, think tank, etcétera).

## Toma de decisiones
El presidente negocia los tratados con naciones extranjeras. Él es, también, el Comandante en jefe de las fuerzas armadas, y como tal tiene la amplia autoridad sobre éstas, una vez que se despliegan. El Secretario de Estado es el ministro de Relaciones Exteriores de los Estados Unidos y es el conductor primario de la diplomacia internacional.

## Breve historia
La política exterior estadounidense puede ser considerada, por haber sido la primera surgida con el inicio de la "política de la rama de olivo", una tentativa de parte del nuevo país americano para reconciliarse con Gran Bretaña. Durante la Revolución estadounidense, los Estados Unidos establecieron relaciones con varias potencias europeas: Francia, principalmente, España y los Países Bajos por intervenir en la guerra contra Gran Bretaña, un enemigo mutuo. En el período siguiente, Estados Unidos osciló entre una política o profrancesa o probritánica. En general, los Estados Unidos permanecieron a distancia de las discusiones europeas, enfocándose en la extensión territorial en Norteamérica.
Henry Kissinger, en su obra Diplomacia (1994), expresa, en relación con la trayectoria de la política exterior de los Estados Unidos desde la I Guerra Mundial:

El paso de los Estados Unidos por la política internacional ha representado el triunfo de la fe en sus valores sobre la experiencia. Desde que entraron en la escena de la política mundial, en 1917, han sido tan predominantes en su fuerza, y por ello han estado tan convencidos de lo justo de sus ideales, que los principales acuerdos internacionales de este siglo han sido encarnaciones de los valores norteamericanos: desde la Sociedad de Naciones y el Pacto Kellogg-Briand hasta la Carta de las Naciones Unidas y el Acta Final de Helsinki. El desplome del comunismo soviético fue la confirmación intelectual de los ideales norteamericanos, e irónicamente puso a los Estados Unidos ante el tipo de mundo del que habían estado tratando de escapar a lo largo de su historia.
Henry Kissinger, Diplomacia (1994)

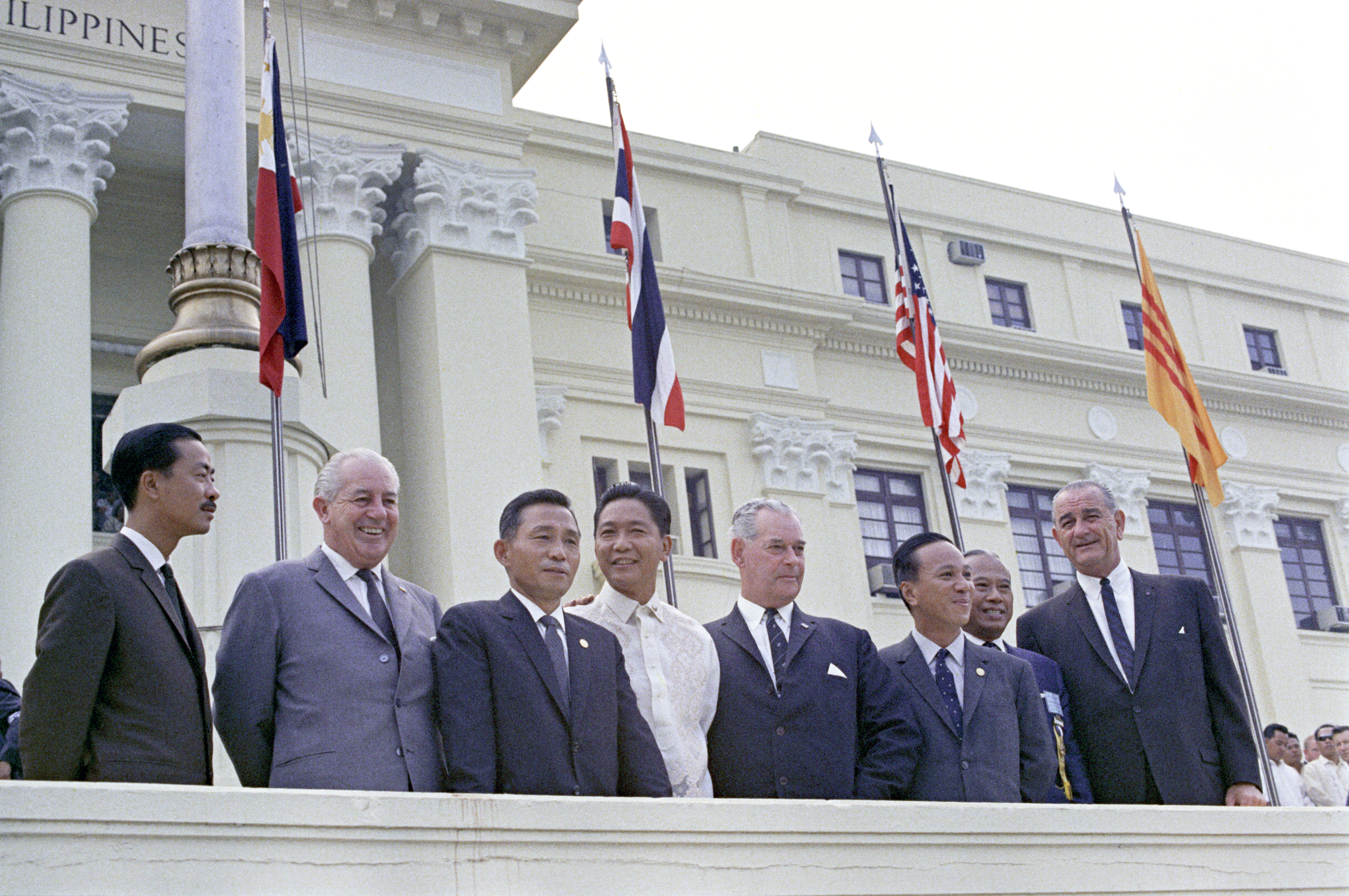
Reunión de líderes de la Organización del Tratado del Sureste Asiático en Manila, en 1966, con la presencia de los líderes autoritarios Nguyễn Cao Kỳ de Vietnam del Sur (primero desde la izquierda, con el primer ministro australiano Harold Holt a su lado), Park Chung-hee de Corea del Sur (tercero desde la izquierda), Ferdinand Marcos de Filipinas (cuarto desde la izquierda, con el primer ministro de Nueva Zelanda Keith Holyoake a su derecha) y Thanom Kittikachorn de Tailandia (segundo desde la derecha, con el presidente estadounidense Lyndon B. Johnson a su lado)

A lo largo del siglo XX, el gobierno de los Estados Unidos ha proporcionado a menudo, y sigue proporcionado actualmente, asistencia financiera, armas y apoyo técnico a numerosos regímenes anti-izquierdistas autoritarios en todo el mundo. Una variedad de razones se han proporcionado para justificar las aparentes contradicciones entre el apoyo a los dictadores y los ideales democráticos expresados en la constitución estadounidense.
Antes de la Revolución Rusa, el apoyo a los dictadores a menudo se basó en promover las prioridades económicas y políticas estadounidenses, como la apertura de los mercados extranjeros a los fabricantes estadounidenses. Tras el ascenso del comunismo, el gobierno de los Estados Unidos también comenzó a apoyar regímenes autoritarios que sentían que luchaban contra los movimientos alineados con el comunismo, incluyendo los movimientos socialistas y socialdemócratas, incluyendo a América Latina. Dicha asistencia continuó a pesar de la creencia expresada por muchos que esto contradice los ideales políticos propugnados por los Estados Unidos durante la Guerra Fría, mientras que otros sostenían que tales planes fueron ejecutados ante el temor de que el comunismo llegue a América Latina y pueda empezar a consolidarse. El apoyo también fue orientado a garantizar un ambiente propicio para los fines corporativos estadounidenses en el extranjero, como la United Fruit Company o la Standard Oil, especialmente cuando vinieron bajo la amenaza de los regímenes democráticos. El apoyo a regímenes autoritarios ha sido justificado bajo diversos marcos ideológicos, como la doctrina Truman, doctrina Kirkpatrick o la «guerra contra las drogas».
Desde la década de 1980 en adelante, el gobierno de los Estados Unidos comenzó a temer que la estabilidad podría verse amenazada por movimientos islamistas que se volvían cada vez más radicales en el Oriente Medio y comenzó a trabajar en asegurar gobierno aliados pero al mismo tiempo autoritarios en la región, al tiempo que aislar y debilitar, o a los elementos hostiles. En los últimos años, muchos analistas y comentaristas políticos han expresado su apoyo por este tipo de política, considerando la mayoría que en este contexto sería amargamente preferible apoyar a dichos gobiernos autoritarios frente a la amenaza del terrorismo islámico y que el enemistarse con los mismos debilitaría a la comunidad internacional ante la amenaza de organizaciones terroristas como Al Qaeda o Estado Islámico. Los Estados Unidos sigue apoyando regímenes autoritarios hoy. Sin embargo, el experto en relaciones internacionales David Skidmore cree que el aumento de la presión pública está motivando un cambio de apoyo a los regímenes autoritarios, y hacia el apoyo a regímenes más consensuales en su lugar.

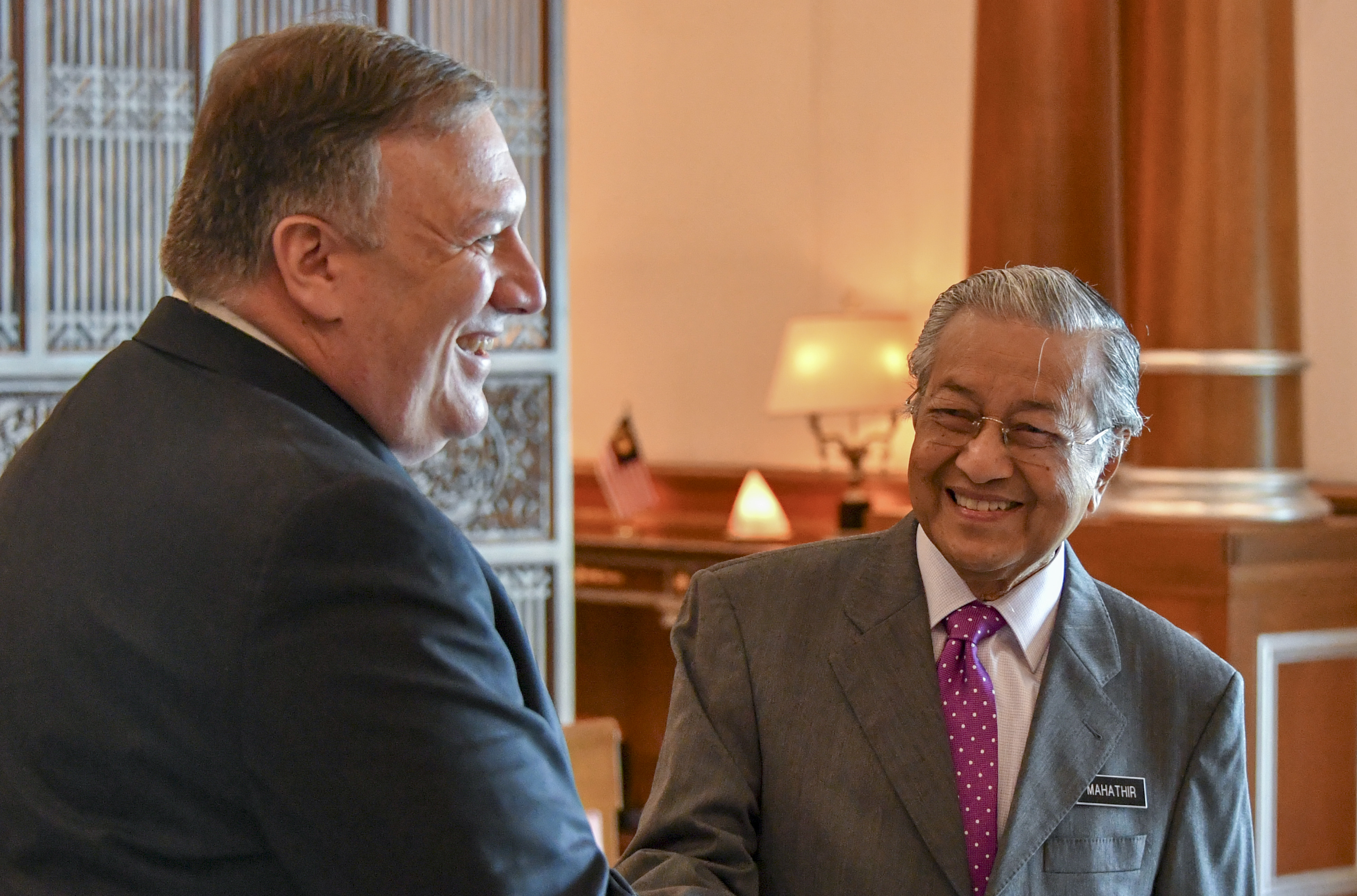
Secretario de Estado de los Estados Unidos Mike Pompeo junto a Primer ministro de Malasia Mahathir Mohamad (3 de agosto de 2018)

Con el fin de la Guerra Fría, el enfoque principal de la política exterior estadounidense fue la difusión del modelo estadounidense de capitalismo liberal. Bajo los nombres genéricos de Consenso de Washington, el Tesoro de los Estados Unidos y el Fondo Monetario Internacional (FMI) han implementado un programa internacional de liberalización y privatización, que a veces ha sido impuesto a países endeudados y, por lo tanto, vulnerables de África y América Latina.
El rápido desarrollo económico de China la ha convertido en un importante adversario de Estados Unidos. En 2011, Barack Obama anunció que Asia sería la prioridad de la política estadounidense. En un discurso pronunciado en 2015, dijo: "China quiere escribir las reglas para la región de mayor crecimiento del mundo. ¿Por qué la dejaríamos hacer eso? Deberíamos escribir estas reglas". La administración Trump continúa esta tendencia y a partir de 2018 desencadena una "guerra comercial" contra China.
La política de sanciones decidida por los Estados Unidos contra ciertos países es una palanca de poder económico. Durante el año 2010, las empresas europeas tuvieron que pagar a Estados Unidos más de 40.000 millones de dólares en multas por mantener transacciones con países bajo embargo por parte de Estados Unidos (Cuba, Irán, etc.). Según el periodista económico Jean-Michel Quatrepoint, las sanciones son considerablemente más severas para las empresas europeas que para las estadounidenses y en algunos casos tienen como objetivo, en particular debido a los poderosos esfuerzos de los grupos de presión desplegados por las empresas estadounidenses, eliminar la competencia europea. Además, esta política permite a los Estados Unidos reservarse ciertos mercados para sí mismo.